# Gniazdów (województwo śląskie)
Gniazdów – wieś w Polsce położona w województwie śląskim, w powiecie myszkowskim, w gminie Koziegłowy.

## Nazwa
Miejscowość ma metrykę średniowieczną i istniała już w pierwszej połowie XV wieku. Nazwa Gniazdów wymieniona została po raz pierwszy w 1439, 1440 Gnaszdow, 1469 Gniazdow. W latach 1470–80 nazwę miejscowości w zlatynizowanej formie Gnyazdow w księdze Liber beneficiorum dioecesis Cracoviensis odnotował polski kronikarz Jan Długosz .

## Historia

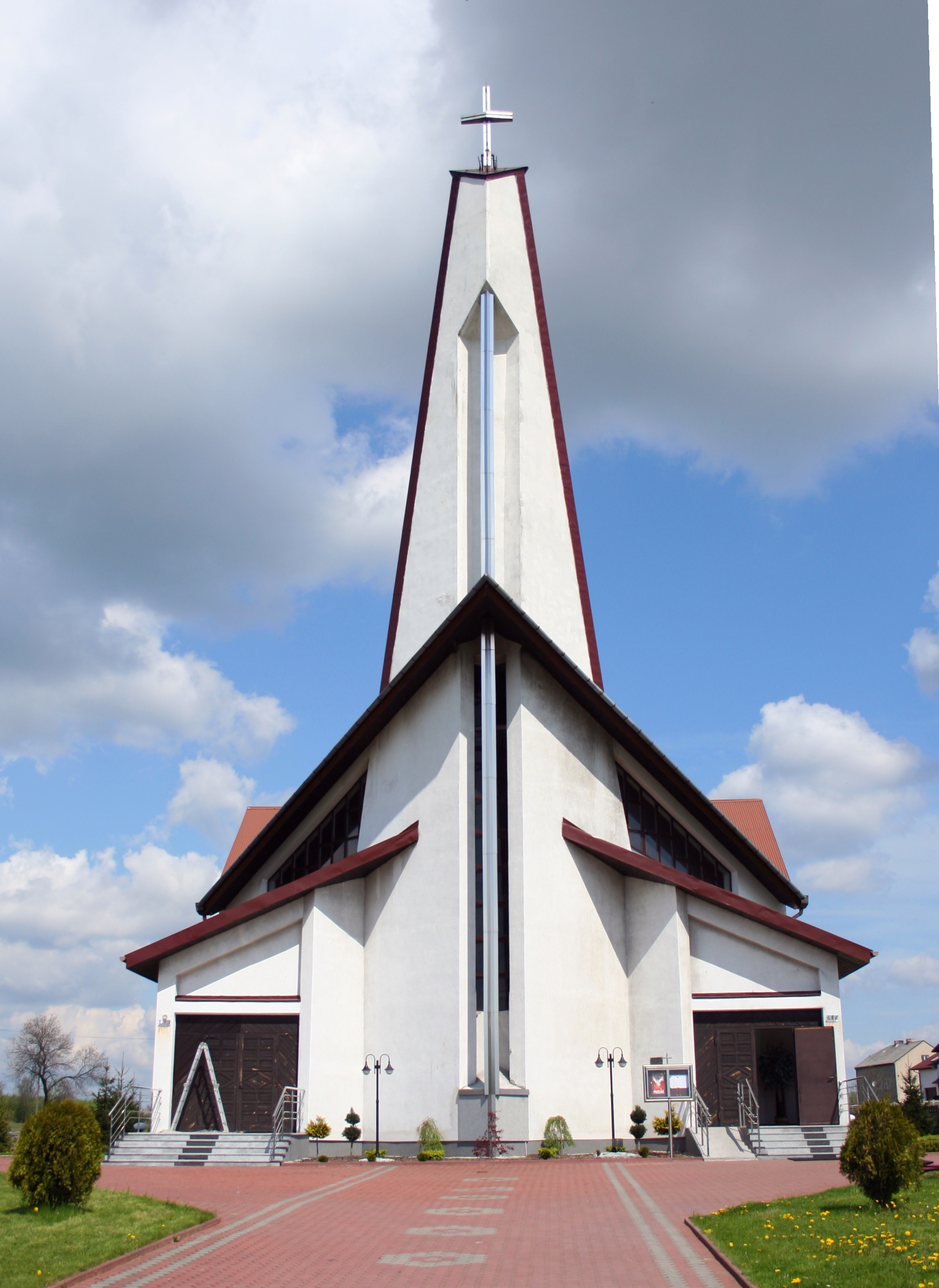
Kościół rzymskokatolicki Najświętszego Serca Pana Jezusa

Początkowo miejscowość była wsią szlachecką leżącą w kluczu koziegłowskim. W początku XV wieku tereny, na których powstała stanowiły własność kasztelana sądeckiego Krystyna z Kozichgłów .
W 1440 Koziegłowscy herbu Lis dzielą należące do nich dobra w wyniku czego Koziegłowy wraz z sąsiednimi wsiami; w tym Gniazdów, przypadł Janowi seniorowi. W 1519 Krzczon Koziegłowski, syn Jana seniora, sprzedał za 10 000 florenów swoje dobra: zamek koziegłowski oraz miasto Koziegłowy wraz z okolicznymi wsiami, w tym Gniazdów, biskupowi krakowskiemu Janowi Konarskiemu. Od tego momentu miejscowość stanowi własność biskupstwa krakowskiego leżącą w kluczu siewierskim tzw. księstwie siewierskim znajdującym się w Koronie Królestwa Polskiego, a od unii lubelskiej z 1569 w Rzeczypospolitej Obojga Narodów .
Pod koniec XIX wieku wymienia ją Słownik geograficzny Królestwa Polskiego. W 1827 roku w miejscowości znajdowało się 41 domów, w których zamieszkiwało 833 mieszkańców. We wsi urodził się Michał Juszyński znany bibliograf i historyk literatury.
W latach 1954–1972 wieś należała do gromady Gniazdów, a do 1961 była jej siedzibą. W latach 1975–1998 miejscowość administracyjnie należała do województwa częstochowskiego.

## Zabytki
W Gniazdowie znajdują się:
- kościół parafialny mariawitów pw. św. Marii Magdaleny. Parafia podlega pod diecezję śląsko-łódzką.
- kościół rzymskokatolicki Najświętszego Serca Pana Jezusa. Parafia leży w dekanacie koziegłowskim w archidiecezji częstochowskiej.